# Oreca 01
L'Oreca 01 è una vettura sport prototipo della classe LMP1 costruito dalla azienda francese Oreca nel 2009. 

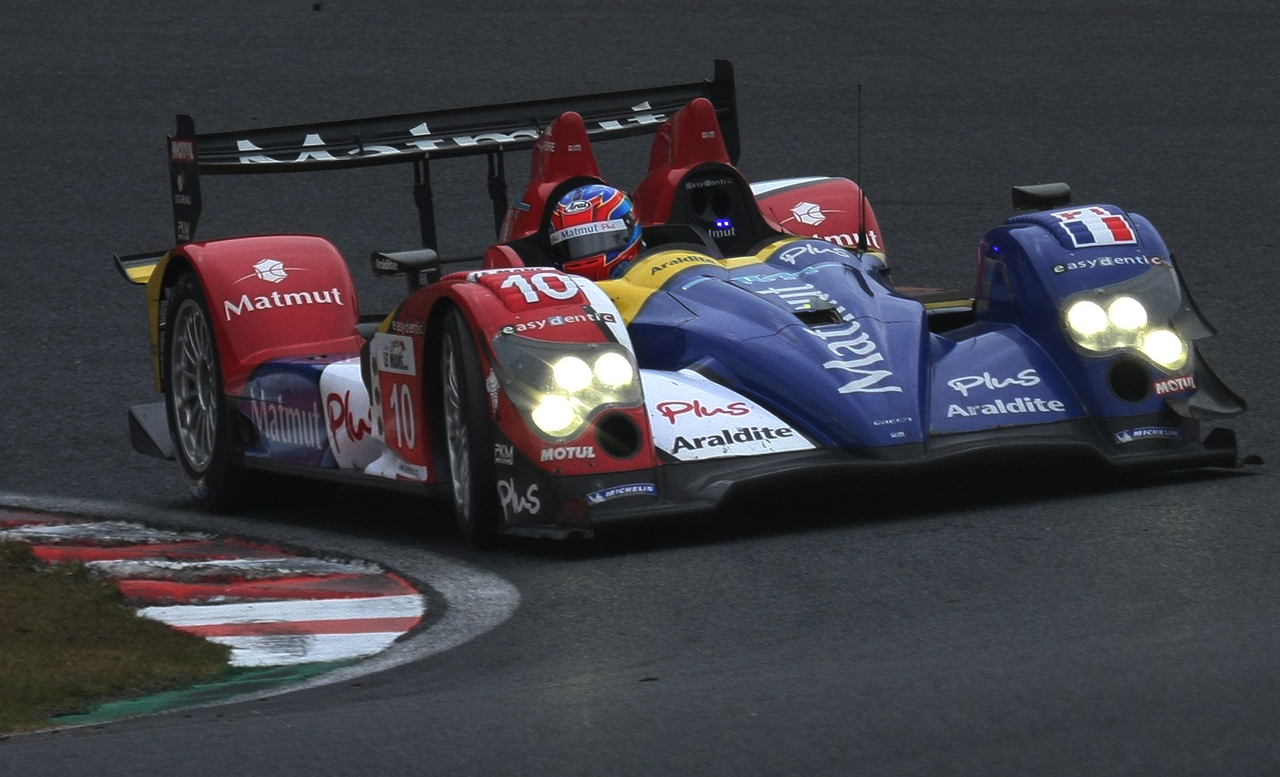
Vista frontale

L'auto, che sostituisce la Courage-Oreca LC70, ha fatto il suo debutto alla 1000 km di Spa 2009. È alimentato da un motore prodotto dalla società giapponese AIM Power, un Judd che sviluppa 650 CV a 8000 giri/min.

## Palmarès
- 1000 km di Silverstone 2009 con il Team Oreca[2]